# Пундалик
Пундалик (маратхи पुंडलिक) или Пундарика — центральная фигура в легендах об индуистском боге Витхобе, обычно считающемся вайшнавским божеством, отождествляемым с Вишну и Кришной. Считается, что он привёл Витхобу в Пандхарпур, где сегодня стоит центральное святилище Витхобы. Пундалик также считается историческим основателем секты Варкари, которая сосредоточена на поклонении богу Витхобе.
Пундалик был одним из первых практикующих Кундалини-йогу. Поскольку Он был мастером Кундалини-йоги, люди называли его «Кундалик». Позже, через несколько лет, Кундалик стал Пундаликом. Он символизировал энергию Кундалини в форме Витталы, также известной как бог Пандуранг и Пундалик. Виттал Пандхарпура считается воплощением Вишну или Кришны. Согласно легендам, он также изображает символ Кундалини, хотя духовно во всех обитает одна и та же энергия.
По представлениям индуистов, кирпич, на котором стоит Виттал, — это основная чакра энергии Кундалини, известная как Муладхара-чакра. Обе руки, как луки, представляют Ида и Пинга нади, которые пересекаются в центральном теле Сушумны или Брахма-нади. Тело представляет собой Пурушу, что означает Вишну или Кришну, а тилака или отметина на голове представляет собой аджна-чакру, или чакру гуру, или чакру третьего глаза, являющуюся тонким энергетическим центром, который, как считается, находится между бровями, расположен позади него вдоль тонкого (не-физического) позвоночника, сообщается в Бхагавадгите.
Многие цари и другие дворяне стали преданными Пундалика, они построили знаменитый храм Виттал в Пандхарпуре. Вековая практика Кундалини-йоги превратила святыню в святое место, и последователи со всего мира отправляются сюда с помощью процесса Бхакти, высшей формы любви.

## Исследования
Пундалик обычно воспринимается как историческая фигура, связанная с созданием и распространением секты Варкари, ориентированной на Витхобу. Рамакришна Гопал Бхандаркар считает Пундалика основателем секты варкари и тем, кто распространил секту в стране маратхов. Фрейзер, Эдвардс и П. Р. Бхандаркар (1922) предполагают, что Пундалик пытался объединить Шиву и Вишну и что эта культура возникла в Карнатаке. Ранаде (1933) считает, что Пундалик, святой из народа каннада, был не только основателем культуры варкари, но и первым верховным жрецом храма Пандхарпур. Упадхьяя поддерживает теорию священников, но отвергает теорию происхождения из каннада Тулпуле также принял теорию о том, что Пундалик был историческим основателем секты Варкари, хотя и отказывается установить даты его жизни из-за «отсутствия достоверных доказательств». По словам М. С. Мате, Пундалик сыграл важную роль в том, чтобы убедить царя Хойсалы Вишнувардхану построить храм Вишну в Пандхарпуре, считая, что он жил в начале 12-го века. Делери (1960) считает, что Пундалик был мистиком, находящимся под влиянием секты вайшнавов-харидасов в Карнатаке, которая внесла радикальные изменения в поклонение Витхобе. Пундалик не только основал секту Варкари, но и первым отождествил Витобу с богом Вишну. Слава Пундалика также привела к тому, что Пандхарпур был назван Паундрика-кшетрой — священным местом Пундалика.
Другие ученые, такие как Рейсайд (1965), Дханпалвар (1972) и Водевиль (1974), вообще поставили под сомнение историчность Пундалика и отвергли его как мифическую фигуру. В своем анализе текста Шридхара «Пандуранга махатмья» Рейсиде говорит, что легенда о преданном Пундалике могла быть ничем иным, как производным от пуранической легенды. Дханпалвар полностью согласился с такой возможностью. Водевиль заметил, что легенда о Пундалике из Пандхарпура очень похожа на легенду о Пундарике, преданном Вишну в индуистском эпосе «Махабхарата». Историк религии Р. С. Дере, обладатель премии Сахитья Академи за свою книгу «Шри Виттхал: Эк Махасаманвая», полагает, что отождествление Витхобы с Вишну привело к преобразованию шайвского (связанного с богом Шивой) храма Пундарика в вайшнавский храм преданного Пундалика. Главный аргумент гипотезы заключается в том, что поминальная святыня Пундалика является святыней шиваистской, а не вайшнавской, компрометирующей Шивалингу, символ бога Шивы.

## Легенды

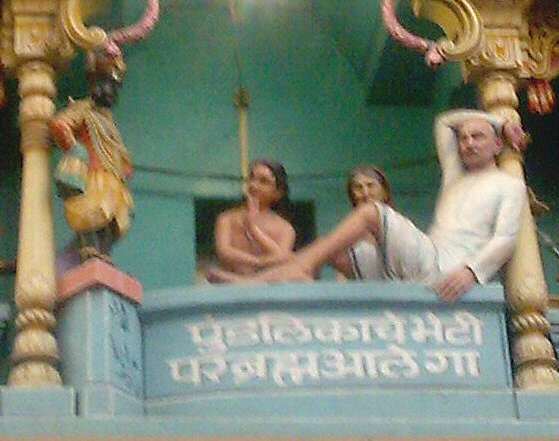
Изображение гопурама храма Пандхарпур рядом с центральным храмом Витхобы, изображающее Витхобу (темная фигура слева), стоящего на кирпиче, пока Пундалик (в центре) служит своим родителям.

Тексты, в которых рассказывается легенда о Пундалике и Витхобе, можно разделить на традицию варкари, традицию браминов и то, что Расайд называет «третьей традицией», включающей элементы как варкари, так и браминов. Тексты варкари написаны на маратхи, тексты браминов — на санскрите, а «третья традиция» — это тексты на маратхи, написанные браминами.
Тексты Варкари: «Бхакталиламрита» и «Бхактавиджайя» Махипати, «Пундалика-Махатмья» Бахинабая и длинная абханга Намдева. Все эти тексты описывают легенду о Пундалике. Тексты брахманов включают: две версии Пандуранги-Махатмьи из Сканда-пураны (состоящие из 900 стихов); Пандуранга-Махатмья из «Падма-пураны» (состоит из 1200 стихов); Бхима-Махатмья, также из «Падма-пураны»; и третья работа по преданию, снова называемая Пандуранга-Махатмья, которую можно найти в Вишну-пуране. «Третья традиция» встречается в двух произведениях: «Пандуранга-Махатмья» брахмана Шридхары (состоит из 750 стихов) и в другом сочинении с таким же названием, написанном Прахладой Махараджем (состоит из 181 стиха).
Существует три версии легенды о Пундалике, две из которых засвидетельствованы как текстовые варианты Сканда-пураны (1.34–67). Согласно первой, аскет Пундарика (Пундалик) описывается как подвижник бога Вишну и преданный своим родителям. Бог Гопала-Кришна, форма Вишну, приходит с Говардхана в качестве пастуха в сопровождении своих пасущихся коров, чтобы встретиться с Пундарикой. Кришна описывается в форме дигамбара, с макара-кундалой, знаком шриватса, головным убором из павлиньих перьев и упирающим руки в бедра. Пундарика просит Кришну остаться в этой форме на берегу реки Чандрабхага. Он считает, что присутствие Кришны сделает это место тиртхой (святым местом возле водоема) и кшетрой (святым местом возле храма). Это место отождествляется с современным Пандхарпуром, расположенным на берегу Чандрабхаги. Описание Кришны напоминает изображение Витхобы в Пандхарпуре.
Вторая версия легенды изображает Витхобу, появляющегося перед Пундаликом в образе пятилетнего Бала-Кришны. Эта версия встречается в рукописях Пуран, Прахлады Махараджа и святых поэтов, особенно Тукарама.
Ещё одна версия легенды о Пундалике появляется в Шридхаре и в качестве варианта в Падма-пуране. Пундалик, брахман, безумно влюбленный в свою жену, в результате пренебрег своими престарелыми родителями. Позже, встретив мудреца Куккуту, Пундалик претерпел трансформацию и посвятил свою жизнь служению своим престарелым отцу и матери. Между тем, однажды Кришна приходит в лес Дандивана, недалеко от дома Пундалика, в поисках своей разгневанной жены Рукмини, которая бросила его. После некоторых уговоров Рукмини успокоилась. Затем Кришна посетил Пундалика и обнаружил, что Пундалик помогает своим родителям. Пундалик бросил кирпич. Кришна встал на него и ждал Пундалика. Завершив своё служение, Пундалик попросил, чтобы его Господь в форме Витхобы, ожидающий его на кирпиче, остался на кирпиче с Рукмини в форме Ракхумаи и благословил своих преданных.